# Tullio Baraglia
Tullio Baraglia (Trezzone, 21 luglio 1934 – Gera Lario, 23 novembre 2017) è stato un canottiere italiano, medaglia d'argento, nel quattro senza, alle Olimpiadi di Roma 1960 e di bronzo a quelli di Città del Messico 1968.

## Biografia
L'equipaggio del quattro senza con cui vinse la medaglia olimpica era composto anche da Pier Angelo Conti Manzini, Abramo Albini e Renato Bosatta. Baraglia era concittadino di Conti Manzini, entrambi nativi di Gera Lario. Con Bosatta aveva vinto l'argento col quattro senza a Roma 1960. 
È sepolto nel cimitero del suo paese.

## Palmarès
| Anno | Manifestazione  | Sede              | Evento  | Risultato | Note |
| ---- | --------------- | ----------------- | ------- | --------- | ---- |
| 1960 | Giochi olimpici | Roma              | 4 con   | Argento   |      |
| 1968 | Giochi olimpici | Città del Messico | 4 senza | Bronzo    |      |